# Scottish National Gallery
De Scottish National Gallery (voorheen: National Gallery of Scotland) is een museum in Edinburgh.
De National Gallery heeft een uitgebreide verzameling van neoklassieke werken. Het museum staat op The Mound, een kunstmatige heuvel tussen de twee secties van Princes Street Gardens. Het gebouw, dat door William Henry Playfair is ontworpen, werd voor het publiek geopend in 1859.
De National Gallery deelt The Mound met het gebouw van de Royal Scottish Academy en maakt deel uit van de National Galleries of Scotland. In 1912 werden beide gebouwen opnieuw ingericht door William Thomas Oldrieve. Toen het terug open ging concentreerde de Gallery zich op de uitbouw van een permanente collectie van Schotse en Europese kunstwerken.
Het Playfair Project is een ondergrondse tunnel waarmee de gebouwen met elkaar verbonden worden. Het werd geopend op 4 augustus 2004.
De National Gallery bezit ook een belangrijke verzameling schilderijen van Hollandse meesters, waaronder Philips Wouwerman, Paulus Potter, Frans van Mieris, Johannes Bosboom, Gerrit Dou, Jan van de Velde, Salomon van Ruysdael, Frans Hals, Jan Antonisz van Ravesteyn, Ferdinand Bol, Aelbert Cuyp, Isack van Ostade, Jan Steen, Jacob Isaacsz van Ruisdael, Johannes Vermeer en Meindert Hobbema.